# José Lladó
José Lladó Fernández-Urrutia (Madrid, 29 de marzo de 1934-Madrid, 14 de febrero de 2024) fue un político y empresario español.

## Biografía
José era hijo de Juan Lladó Sánchez-Blanco, presidente del Banco Urquijo y nieto del diputado romanonista José Lladó Vallés. Se doctoró en Ciencias Químicas por la Universidad de Madrid. Fue miembro de honor de la Sociedad Estadounidense de Química y presidente ejecutivo del CSIC. 
Durante la transición, en 1976, tras la designación de Adolfo Suárez como presidente del gobierno, formó parte de su  primer gabinete, como ministro de Comercio y tras las elecciones generales en junio de 1977, ganadas por la UCD, fue nombrado por Suárez ministro de Transportes y Comunicaciones. En 1978, tras su cese como ministro fue nombrado embajador en Estados Unidos cargo en el que permaneció hasta 1982.
Fue el primer presidente del Real Patronato del Museo Nacional Centro de Arte Reina Sofía (1986-1994).
Fue también presidente de la Fundación INCIPE, patrono fundador y vicepresidente del Colegio Libre de Eméritos Universitarios, patrono de la Fundación Príncipe de Asturias, presidente del jurado de las artes del Premio Príncipe de Asturias desde 1991 y presidente de la Fundación Xavier Zubiri.
En los años sesenta del siglo XX, fue uno de los fundadores de la empresa Técnicas Reunidas S.A. de la que fue uno de sus principales accionistas y presidente hasta 2020 y que en los años ochenta se convirtió en una multinacional española de gran actividad internacional. También participó en el consejo de administración de otras importantes empresas y bancos españoles.

## Descendencia
Estuvo casado con Pilar Arburúa Aspiunza, hija del ministro franquista Manuel Arburúa de la Miyar con la que tuvo cinco hijos:[cita requerida]
- Pilar, casada y divorciada de Rafael Ordovás Gómez-Jordana, hijo del general Manuel Ordovás González. Casada en segundas nupcias con el embajador Antonio Pérez-Hernández y Torra.
- Juan, casado con Susana Álvarez Salas.
- María, casada y divorciada de Jorge Pujol.
- José Manuel, casado con Marta Tiagonce León.
- Marta, casada con Carlos Romero Duplá, hijo de los  condes de Fontao.